# Nancy Drexel
Nancy Drexel, pseudonimo di Dorothy Kitchen (New York City, 6 aprile 1910 – San Juan Capistrano, 19 novembre 1989), è stata un'attrice statunitense.

## Biografia
Figlia di un vigile del fuoco di New York, fin da piccola fu abile nella danza e a cavalcare. Nel 1925 vinse un concorso di bellezza e ottenne a Hollywood un contratto con la Universal Pictures, partecipando a brevi western comici. Nel 1928 passò alla Fox, continuando a recitare in western ma anche in commedie come Cadetti allegri di David Butler o nel perduto I quattro diavoli di Murnau.
Superò con successo la transizione al sonoro, continuando a essere la protagonista femminile di western al fianco di Tom Keene, Bob Steele e Bill Cody, ma a soli 22 anni abbandonò il cinema, dopo aver sposato nel settembre del 1932 Thomas H. Ince Jr. (1912–1970), figlio di Thomas H. Ince.

## Filmografia parziale
- A Man's Size Pet (1926)
- Nel gorgo del peccato (1927)
- Fangs of the Wild (1928)
- I quattro diavoli (1928)
- Riley il poliziotto (1928)
- Cadetti allegri (1928)
- Hollywood, ciudad de ensueño (1931)
- Partners (1932)
- Law of the West (1932)
- Texas Buddies (1932)